# Personaggi di Clannad
Questa è una lista dei personaggi presenti nella visual novel, nelle serie manga e anime e il film di Clannad.

## Principali

### Tomoya Okazaki
Doppiato da: Kentarō Itō (DVD venduto con gioco PS2), Yūichi Nitta (Tomoyo After: It's a Wonderful Life, solo modalità RPG), Kenji Nojima (drama CD, film), Yūichi Nakamura (anime)
Tomoya Okazaki (岡崎 朋也?, Okazaki Tomoya) è il protagonista maschile di Clannad. È stato etichettato come un delinquente presso l'istituto Hikarizaka, anche se non è un tipo violento e propenso alle risse, seppure in alcune occasioni ha dimostrato di saper tenere testa fisicamente ad individui anche più grossi di lui (come accade nell'episodio di Clannad - After Story Un combattimento valoroso scontrandosi con Sasaki); tale etichetta deriva piuttosto da un'infanzia piuttosto difficile. La madre, Atsuko, morì in un incidente stradale quando era piccolo e da allora ha sempre vissuto da solo con il padre Naoyuki, con il quale i rapporti non sono mai stati idilliaci, ed i litigi riempivano le giornate familiari; il culmine si raggiunse durante una lite avvenuta tre anni prima dell'inizio della storia, in cui Tomoya si ferì al braccio destro e da quel momento non fu più in grado ad alzarlo oltre un certo livello. Ciò mise fine sia alla sua carriera come giocatore di pallacanestro, sia al rapporto con il padre, dal quale cominciò a tenersi sempre più distante. Nonostante i suoi modi di fare sarcastici e cinici, e della pigrizia che manifesta arrivando in ritardo e cercando di saltare le lezioni e sprecando nelle maniere più improbabili il tempo con il migliore amico Sunohara, Tomoya è un tipo di persona che pensa profondamente alle questioni importanti della propria vita, ma solitamente non ne fa parola con gli altri; inoltre ha un talento per risolvere i problemi dei suoi amici e sembra prendersi cura di tutti loro profondamente, anche se non vuole ammetterlo. Mentre si reca a scuola durante il terzo anno di liceo, la vita di Tomoya cambia in meglio grazie all'incontro con una ragazza, Nagisa Furukawa. Grazie al rapporto che intraprende con la giovane, che nel corso degli episodi cresce e si fa sempre più profondo (e culmina nell'ultimo episodio della prima stagione, Due Ombre, con la dichiarazione d'amore di Tomoya) egli inizia a prendersi sempre di più le proprie responsabilità, e a lavorare duro per costruirsi un futuro, combattendo con gli ostacoli della sua difficile e tribolata vita, e si apre sempre di più al rapporto con le altre persone.
In After Story egli, una volta diplomato, dopo un breve periodo in cui lavora nella panetteria dei Furukawa, entra, grazie al contributo di Yoshino Yusuke, a far parte di una società di manutenzione elettronica e, allo stesso tempo, decide di andarsene dalla casa di Nagisa (nella quale si era trasferito nell'episodio Una nuova vita della prima stagione) e andare a vivere da solo in un appartamento, e dopo che si sarà sposato con Nagisa, quest'ultima verrà a vivere assieme a lui e rimarrà incinta di Ushio. Dopo, tuttavia, la morte della moglie, dopo aver dato alla luce la figlia, Tomoya entra in un periodo di gran depressione in cui si isola da tutto e tutti, e alterna duri orari di lavoro con momenti di sconforto solitario annegate nell'alcool, nel gioco d'azzardo e nel fumo, e affidando per 5 anni la tutela della figlia ai suoceri. In seguito, tuttavia, ad un viaggio assieme ad Ushio, in cui egli viene anche a scoprire da sua nonna la verità sul padre e dei sacrifici che questo ha fatto per crescerlo da solo in seguito alla morte della madre, Tomoya decide di portare la figlia a vivere con sé e recuperare tutti quegli anni sprecati senza di lei e senza farle sentire la sua vicinanza, ed inoltre si riconcilia col padre, scusandosi per essere sempre stato un figlio ingrato. In seguito alla morte di Ushio, egli rivive la scena del suo primo incontro con Nagisa e dopo un iniziale fase in cui è restio ad approcciare con lei, convinto che se non lo avesse conosciuto lei non sarebbe mai morta prematuramente, quando questa sta per andarsene egli decide di correrle incontro e la abbraccia, e così gli viene offerta una seconda possibilità e giunge in un mondo alternativo in cui la moglie non muore in seguito al parto e la figlia in seguito non si ammalerà e morirà, e così dunque egli può vivere assieme ad entrambe la serena e felice vita familiare, che non aveva mai avuto e che aveva tanto desiderato.

### Nagisa Furukawa
Doppiata da: Mai Nakahara
Nagisa Furukawa (古河 渚?, Furukawa Nagisa) è la protagonista femminile della serie. Ella è una ragazza alquanto dolce e sensibile che prova una particolare passione per la famiglia dei dango, ed ama canticchiare la canzone dedicata a questi ultimi. È anche molto timida ed insicura di sé, a tal punto che per auto-motivarsi ella di solito pensa al cibo (in particolare gli anpan). Ella è di salute cagionevole, per la quale quando era piccola aveva rischiato anche di morire, ed inoltre è ripetente in seguito al lungo periodo d'assenza per malattia che l'ha costretta a letto. La svolta nella sua vita arriverà quando conoscerà Tomoya, che nel loro primo incontro la spinge a convincersi ad andare a scuola ed affrontare un nuovo anno in cui nessuno dei suoi vecchi compagni ci sarà più. La vicinanza del ragazzo le permette di fare tante nuove amicizie, aprire il suo gran cuore per aiutare gli altri a risolvere i loro problemi e, soprattutto, di acquisire coraggio e autostima per portare avanti il suo intento di riaprire il club di teatro e, nonostante totalmente inesperta, portare in scena uno spettacolo a cui afferma di aver assistito quando era piccola; in seguito, alla fine della prima stagione, si fidanza con il giovane. Nel corso della serie la sua personalità diverrà sempre più forte e sicura, anche se in seguito ad un altro lungo periodo di malattia, sarà costretta nuovamente a ripetere l'anno, e diplomarsi solo l'anno seguente, con Tomoya che però le organizza una cerimonia di diploma assieme a tutti i suoi amici e i suoi cari, dato che ella non aveva potuto partecipare a quella vera perché era stata nuovamente bloccata per tanto tempo a letto ammalata. In seguito i due si sposano, vanno a convivere assieme, ella viene assunta come cameriera di un ristorante e, poco dopo, rimane incinta. Nagisa decide di partorire in casa, nonostante qualche perplessità di Tomoya e dei suoi genitori per la sua salute, ed infatti le fatiche dei suoi ultimi mesi di gravidanza la fanno nuovamente ammalare. Tuttavia decide di resistere e dopo grandi sofferenze, nell'episodio Bianca Oscurità, riesce con successo a dare alla luce Ushio; tuttavia muore poco dopo il parto. In seguito anche la figlia seguirà il suo stesso destino, divenendo anch'ella cagionevole di salute, e morendo qualche anno dopo. Tuttavia essendo stato concesso a Tomoya di poter vivere in un mondo alternativo, qui Nagisa riesce a sopravvivere e potrà vivere assieme a lui e la figlia felicemente. Nel film, invece, ella non torna in vita, ma ad ogni modo Tomoya riuscirà, alla fine, a riconciliarsi con Ushio.

### Ushio Okazaki
Doppiata da: Satomi Koorogi
Ushio Okazaki (岡崎 汐?, Okazaki Ushio) è la figlia di Tomoya e Nagisa. Sia fisicamente, sia caratterialmente sarà molto simile alla madre, anche per la sua passione per la famiglia dei dango, seppure si dimostrerà più energica e piena di vitalità. Per i suoi primi 5 anni vive dai suoi nonni materni Akio e Sanae, poiché il padre non riesce a superare la scomparsa di Nagisa, morta dopo averla data la luce. Un giorno, però, grazie ad uno stratagemma di Sanae, i due vanno in gita assieme, durante la quale vi è il definitivo riavvicinamento e Tomoya decide di prendersi cura della figlia. Proprio quando le cose sembrano volgere per il meglio, tuttavia ella diverrà vittima dello stesso malanno della madre, dal quale non riuscirà mai a riprendersi, e nell'episodio La fine del mondo, durante una giornata nevosa, dopo aver chiesto al padre di poter fare un'altra gita, morirà tra le sue braccia. A questo punto viene rivelato che ella è anche la ragazza solitaria del Mondo illusorio, che grazie al potere delle sfere di luce, prima di morire anche in questo mondo, concede al padre la possibilità di tornare indietro nel tempo; stavolta la madre non morirà dopo averla fatta nascere, e la bambina non si ammalerà mai.

## Secondari

### Kyou Fujibayashi
Doppiata da: Ryō Hirohashi
Kyō Fujibayashi (藤林 杏?, Fujibayashi Kyō) è una ragazza dai lunghi capelli viola, rappresentante della classe 3-E e, precedentemente al secondo anno, della classe di Tomoya (ruolo che al terzo anno ricopre invece sua sorella gemella Ryō). È molto estroversa, aggressiva, facilmente irritabile, tuttavia spesso dimostra anche di essere una persona di buon cuore, gentile e dolce, ed è inoltre una brava cuoca; ella possiede, inoltre, uno scooter con cui è solita recarsi a scuola, anche se inizialmente si dimostra inesperta a guidare, che ha nascosto perché le regole della scuola le impedirebbero di averne uno. Anche se inizialmente non vuole entrare a farne parte, collabora subito con impegno ad aiutare Nagisa a ricostruire il club di teatro. È molto protettiva nei confronti di sua sorella Ryō (che difende dai continui scherzi di Tomoya e Sunohara) e del suo animaletto domestico Botan, un piccolo cinghiale, ed è quindi solita malmenare o scagliare oggetti, in particolare contro Yōhei, quando essi sono in pericolo. Nonostante ciò, ella ha un buon rapporto con i due ragazzi, in particolare con Tomoya, del quale è fortemente innamorata, anche se cercherà di mettere da parte i propri sentimenti per aiutare la sorella a conquistarlo per quasi tutta la prima stagione di Clannad, finché entrambe si renderanno conto amaramente che il ragazzo non si innamorerà mai di nessuna delle due, perché interessato a Nagisa.
Nell'episodio extra Mondo alternativo: il capitolo di Kyō, dopo essere riuscita, a malincuore, ad aiutare Ryō a fidanzarsi con Tomoya, in seguito arriva quasi a baciarsi con quest'ultimo, e quest'evento viene presto diffuso per tutta la scuola in cui si diffondono tante voci, che lei cerca di sopprimere tentando di baciare Sunohara, ma quest'ultimo le dice che ella agisce così perché in realtà nasconde di provare qualcosa per Tomoya, che nel frattempo origliava la conversazione. Così dunque i due iniziano ad avvicinarsi sempre di più, finché il ragazzo decide di rompere con Ryō perché afferma di amare Kyō, con cui si fidanza.
In After Story riesce a realizzare ciò che ha sempre sognato di fare: diventare un insegnante d'asilo; insieme a Botan si occuperà dei suoi piccoli studenti, tra i quali vi sarà anche Ushio. Nel film avrà un ruolo più marginale e il suo personaggio perderà gli aspetti aggressivi, impulsivi e umoristici; sarà molto vicina a Tomoyo Sakagami, della quale supporta la campagna per l'elezione come presidente del consiglio studentesco.

### Ryou Fujibayashi
Doppiata da: Akemi Kanda
Ryō Fujibayashi (藤林 椋?, Fujibayashi Ryō) è la sorella gemella di Kyō. A parte il colore dei capelli, tuttavia ella è totalmente diversa da quest'ultima: i suoi capelli sono corti, tra i quali sulla parte destra porta un fiocco bianco (Kyō invece lo porta sulla parte sinistra), i suoi occhi sono azzurri (la sorella invece li ha dello stesso colore dei capelli) ed è leggermente più bassa, anche se la differenza tra le due la si avrà in particolare caratterialmente: Ryō è molto timida, dolce, ingenua e fragile, è incapace a cucinare ed inoltre Botan ha timore di lei. Le piace leggere il futuro delle persone con le carte, anche se lei stessa è consapevole che le sue premonizioni sono inattendibili, ed afferma che il futuro di una persona dipende dalle scelte che questa decide di intraprendere.
In Clannad - After Story riuscirà a diventare infermiera, come aveva sempre desiderato. È la rappresentante della classe di Tomoya, del quale è innamorata, e sua sorella la aiuterà su questo fronte combinando occasioni in cui ella può avvicinarsi e dichiararsi al ragazzo, anche se alla fine, capendo che il ragazzo è innamorato di Nagisa, decide di arrendersi e chiede scusa a Kyō, poiché consapevole che anche lei provava qualcosa per il giovane.
Anche nell'episodio Mondo alternativo: il capitolo di Kyō, nonostante ella riesca a dichiararsi e fidanzarsi con l'amato, capisce che nella relazione non vi è alcuna passione, e decide di farsi da parte per permettere alla sorella e a Tomoya di mettersi assieme. La sua vera storia, in realtà, non presente nell'anime, viene rivelata solo nella visual novel. Ella, dopo alcuni eventi, si mette assieme a Kappei Hīragi, ragazzo affetto da osteosarcoma, che rifiuta di farsi curare per paura di perdere le gambe e vedersi compromettere il suo sogno di diventare atleta; alla fine Ryō riuscirà a convincerlo a farsi curare, e dopo che l'intervento avrà successo e si eviterà la perdita delle gambe, i due si sposano.

### Kotomi Ichinose
Doppiata da: Mamiko Noto
Kotomi Ichinose (一ノ瀬 ことみ?, Ichinose Kotomi) è una delle studentesse più celebri dell'istituto. È infatti definita la “ragazza-genio” per il fatto che primeggia in tutte le gare d'abilità scolastiche, ha un'enciclopedica conoscenza delle cose, sa parlare molto bene anche lingue straniere, come l'inglese, e ha passato così tanto tempo nella biblioteca a leggere libri, che le sono state affidate le chiavi della stessa. Nonostante ciò ella ha un carattere un po' ingenuo e infantile, ed ha parecchie difficoltà a socializzare con le altre persone, passando la maggior parte del suo tempo chiusa nella biblioteca da sola, dato che per le sue abilità i professori le concedono di saltare le lezioni. È qui che Tomoya la incontrerà per la prima volta nel secondo episodio dell'anime Il primo passo mentre legge un libro seduta per terra a piedi nudi, e troverà molte difficoltà ad approcciare e dialogare con lei, soprattutto per il fatto che ella risponde solo quando ci si rivolge a lei chiamandola Kotomi-chan, e la ferma prima che possa tagliare con un paio di forbici una pagina di un libro; dopo ciò ella condivide con lui il suo bentō. In seguito il ragazzo inizierà ad aiutarla a migliorare il suo modo di dialogare e approcciare con le persone, facendole fare tante nuove amicizie. Durante questo periodo ella rivela una passione nel suonare il violino, anche se è totalmente negata a farlo e quando ci prova produce un suono insopportabile che stordisce tutti quelli che lo ascoltano. Quando, però, le cose sembrano stare andando per il meglio, in seguito ad un incidente stradale di un autobus, Kotomi assiste alla scena dapprima con sguardo atterrito e tremante, poi perde la testa ed inizia ad urlare e piangere. Tomoya, preoccupato dal fatto che nei giorni seguenti ella non si presenta a scuola, andandola a trovare a casa scopre tutta la verità su di lei.
Ella era la figlia di Koutarō e Mizue Ichinose, due celebri e geniali scienziati, conosciuti per le loro teorie sull'esistenza di innumerevoli mondi alternativi, sovrapposti a quello in cui essi abitano; scopre, inoltre, che lui e Kotomi si conoscono fin da bambini, e che egli ha passato tanti giorni a casa della ragazza, finché proprio nel giorno del compleanno di questa,  gli Ichinose persero la vita in un incidente aereo. Uno dei collaboratori giunse a casa dei due scienziati per avvertire la bambina della loro scomparsa e per ritirare una copia della teoria del padre di quella; Kotomi però rifiutò di far entrare l'uomo (che da quel momento definirà "l'uomo cattivo") e presa dalla disperazione bruciò il documento, pensando che esso avesse causato la morte dei suoi genitori, e si ripromise che da quel momento in poi avrebbe fatto la brava e avrebbe studiato assiduamente per poter essere all'altezza dei suoi genitori. Tomoya, più tardi, giungendo alla casa dell'amica, preso dai sensi di colpa per non essersi presentato per non rivelarle che nessuno dei suoi amici voleva venire alla sua festa, riuscì ad entrare appena in tempo mentre ella, piangente, era circondata dalle fiamme. In seguito a quel triste giorno, ella per il dolore si è isolata da tutti, e col tempo Tomoya ha cominciato a presentarsi sempre meno volte fuori dalla sua casa, fino a dimenticarsi totalmente di lei. Così, mentre Kotomi rimane chiusa nella sua stanza, il giovane decide di restare a lavorare quasi senza sosta giorno e notte per risistemarle il giardino, finché il giorno del suo compleanno la ragazza finalmente decide di uscire, e il giovane la porta a scuola a festeggiare con gli altri amici. Il giorno dopo ella incontra l'ex collega dei suoi genitori, suo padrino, che le rivela che il documento che aveva bruciato non era la copia della tesi del padre, dato che non ne è mai esistita una, ma bensì un catalogo di orsetti di peluche; infatti la ragazzina, prima della partenza, aveva chiesto come regalo di compleanno a suo padre un orsetto. Egli dunque le consegna poi la valigetta del genitore, in cui vi è un grande orsetto di peluche e una lettera in cui i genitori le augurano di vivere felicemente e seguendo i suoi sogni, e di crescere per essere un'adulta.
In After Story ella si trasferisce in America, anche se è solita tornare talvolta in Giappone per rivedere gli amici, ed in una di queste “rimpatriate”, rivela di star lavorando alla teoria dei suoi genitori dei mondi alternativi e della loro esistenza. Nel film farà solo un paio di fugaci comparse come direttore del coro.

### Fuko Ibuki
Doppiata da: Ai Nonaka
Fuko Ibuki (伊吹 風子?, Ibuki Fūko) è una studentessa del primo anno dai lunghi capelli color cenere, raccolti in un fiocco blu, che Tomoya incontra per la prima volta nell'episodio Il primo passo in un'aula vuota mentre intaglia una stella di legno con un taglierino. Ella dimostra subito di avere un carattere alquanto eccentrico, infantile e dalle bizzarre manie come quella di parlare di se stessa in terza persona o la sua sconfinata passione per le stelle marine, per la quale ogni volta che si ritrova a pensarle o ad abbracciare una delle sue statuette di legno entra in trance (durante la quale Tomoya è solito farle scherzetti); più tardi si scopre che le intaglia per regalarle poi a tutti gli studenti che incontra affinché essi partecipino al matrimonio di sua sorella Kōko. In seguito Tomoya e Nagisa scoprono che Fuko è in realtà un ikiryō, lo spirito errante di una persona vivente; ella infatti è in realtà in coma in ospedale in seguito ad un incidente di cui è stata vittima dopo la cerimonia d'apertura. I due protagonisti decidono quindi di aiutare la ragazza a realizzare il suo desiderio, aiutando anche Kōko ad organizzare il matrimonio a scuola. Quando però essi stanno per farcela, d'improvviso le condizioni di Fuko peggiorano e il suo coma sembra ormai essere diventato irreversibile; dopo ciò gli studenti e anche gli amici del club di teatro iniziano a dimenticarsi della sua esistenza, non riescono più a vederla e scordano anche di aver ricevuto la stella marina di legno in regalo; ad un certo punto perfino Tomoya e Nagisa per un giorno arrivano a dimenticarsi di lei e a non vederla più, riacquistando la memoria grazie al contributo indiretto del professore Kōmura.
Alla fine, nell'episodio Fino alla fine del sogno, in qualche maniera il desiderio di Fuko viene realizzato; infatti tutti gli studenti e quelli a cui aveva consegnato la statuetta di legno si ricordano e partecipano al matrimonio e prima di poter finalmente scomparire, ringrazia Tomoya e Nagisa per lo splendido tempo passato assieme, ed augura una felice vita di coppia alla sorella. In seguito a tale puntata ella farà piccole comparse in alcune delle successive puntate apparendo dal nulla cercando di aiutare i suoi amici, che non ricordano nulla di lei, in alcune situazioni di difficoltà, senza però offrire un reale ed efficace contributo.
In After Story ella, sorprendentemente, riesce a risvegliarsi dal coma, anche se, nonostante siano passati tanti anni, continua ad avere lo stesso carattere infantile, ingenuo e bizzarro che aveva prima dell'incidente; durante l'ultima parte della seconda stagione ella fa amicizia con Ushio, con la quale nell'ultima scena dell'ultimo episodio dorme sotto ad un albero.

### Youhei Sunohara
Doppiato da: Daisuke Sakaguchi
Youhei Sunohara (春原 陽平?, Sunohara Yōhei) è un ragazzo dai capelli biondi, definito delinquente come Tomoya, del quale è il migliore amico. Ha un carattere molto pigro, immaturo e superficiale, e spende la maggior parte del suo tempo a star chiuso nella sua stanza, del dormitorio dove vive, a leggere manga, oppure ad evitare le lezioni. Egli è uno dei personaggi più comici della serie, e frequenti sono le scene in cui lui viene malmenato dalle ragazze (in particolare Tomoyo e Kyou), oppure Tomoya approfitta della sua ingenuità per tirargli scherzi e ridere di lui, tra i quali fargli continuamente a credere che ci siano ragazze innamorate di lui. Come Tomoya, anch'egli si è dovuto ritirare da un club sportivo; infatti in seguito ad un litigio con alcuni compagni di squadra, è stato cacciato dal club di calcio, e questa cosa l'ha alquanto segnato e infatti si arrabbierà e troverà inaccettabile quando Nagisa si dichiara disponibile a concedere al club di canto il professore di sostegno Koumura e rinunciare a riaprire il club di teatro. In alcuni casi Sunohara dimostra anche di essere un ragazzo di buon cuore, pronto ad aiutare gli amici e dare loro buoni consigli, ed inoltre, nonostante alcuni suoi modi di fare per cui sembra non tenerci minimamente, dimostra di voler bene alla sua sorellina Mei, arrivando a litigare con tutta la squadra di calcio, quando questi maltrattano la ragazzina.
In After Story, a partire dall'episodio Il Diploma, i suoi capelli diventano scuri, rivelando che esso è il loro colore naturale e che lui se li tingeva di biondo.
Nel film egli ricopre un ruolo più grande e decisivo nell'aiutare Nagisa a riformare il club di teatro e portare in scena la recita, ed è molto più vicino all'amico Tomoya quando egli sarà depresso in seguito alla morte di Nagisa; mentre frequenta la scuola lavora part-time per la società elettronica di Yusuke Yoshino, e in seguito va a lavorare per una grande azienda.

### Tomoyo Sakagami
Doppiata da: Houko Kuwashima, Ryōko Tanaka (solo in Tomoyo After)
Tomoyo Sakagami (坂上 智代?, Sakagami Tomoyo) è una studentessa del secondo anno dai lunghi capelli grigio platino e gli occhi azzurri. Fa la sua prima apparizione nell'episodio pilota in cui, da sola, riesce a sconfiggere con facilità un gruppo di delinquenti, che con i loro scooter entrano nel cortile della scuola; si scopre, infatti, che ella è la celebre ragazza che si dice sia solita combattere e picchiare i delinquenti della città. Nonostante ciò, ella però ha un carattere molto tranquillo ed odia avere questa scomoda fama, e quindi concorre subito a diventare presidente del consiglio studentesco per poter aggiustare la propria reputazione nella scuola, anche se comunque, durante i festival scolastici, fa da pattuglia travestita da orso. Nonostante sia di un anno più piccola, ella non si pone in soggezione con gli studenti del terzo anno, in particolare con Yōhei, che è spesso costretto a malmenare quando questo tenta goffamente di aggredirla per provare che una ragazza non può essere più forte di un ragazzo, e con Tomoya. Quest'ultimo decide di aiutare la ragazza a diventare presidente del consiglio sia per poter avere maggiori possibilità per riaprire il club di teatro per Nagisa e superare le rigide restrizioni del precedente consiglio studentesco, sia perché colpito dalla motivazione per cui ella aspira a quella carica. Tomoyo, infatti, vuole salvare gli alberi di ciliegio presenti sul viale che porta alla scuola, che rischiano di essere abbattuti, per realizzare il desiderio del suo fratellino Takafumi. Questo infatti, dopo essersi quasi suicidato gettandosi da un ponte poiché non accettava il fatto che i genitori stavano per divorziare (e questa situazione ha influito anche su Tomoyo, che per questo è diventata violenta e per sfogarsi era solita picchiare i delinquenti), una volta dimesso in ospedale mentre la sorella lo porta a passeggiare sulla sedia a rotelle sul viale pieno di ciliegi, esprime il desiderio di poter venire ogni giorno lì per stare assieme a tutti i membri della sua famiglia. Alla fine Tomoyo riesce a diventare presidente del consiglio studentesco, e diventa anche popolare nella scuola. Ella per un breve periodo mostra di avere una cotta per Tomoya, anche se capisce subito i sentimenti del ragazzo per Nagisa, e rinuncia ai propri.
Nell'episodio extra Il mondo alternativo: il capitolo di Tomoyo, invece, lei e il ragazzo intraprendono una romantica relazione, che però poco dopo si rompe a causa delle sue responsabilità e dei suoi doveri da presidentessa del consiglio, e per le sue grandi ambizioni per il futuro che fanno comprendere a Tomoya che l'avrebbe solo limitata, nonostante i due dimostrino di amarsi sinceramente. Nel film inizialmente ella fa poche comparse; in seguito alla morte di Nagisa, però, ella è molto vicina alle vicende principali, e andrà quindi a trovare, assieme a Sunohara, Tomoya quando questo sarà depresso, e infine partecipa al viaggio in cui il ragazzo e Ushio si riconciliano.
Tomoyo è anche la protagonista del gioco spin-off  Tomoyo After ~It's a Wonderful Life~ . Esso segue le vicende dell'OAV, tuttavia qui Tomoyo decide di rinunciare alle proprie ambizioni per stare assieme a Tomoya, che vive da solo come netturbino. Col procedere del gioco viene rivelato che Tomoyo ha una sorellastra illegittima, di parte paterna, Tomo, che si trasferisce nell'appartamento di Tomoya a causa dell'instabilità psicologica della madre. Tomoyo si affeziona tantissimo a Tomo, e stravede per lei durante il gioco. Poco tempo dopo nell'appartamento di Tomoya si trasferiscono Takafumi e, in seguito, anche l'ex fidanzata di quest'ultimo, Kanaka, che ha abbandonato la propria casa poiché la madre si è risposata, e che si dimostra un parassita cinico e sboccato. Il gioco si sviluppa quindi sui rapporti e le questioni dei personaggi, anche se mantiene l'attenzione sulla importanza della famiglia, proprio come nella storia principale di Clannad.

### Misae Sagara
Doppiata da: Satsuki Yukino
Misae Sagara (相楽 美佐枝?, Sagara Misae) è una giovane donna dai capelli blu, amministratrice del dormitorio dove vive Yōhei. È di buon cuore, sempre pronta ad aiutare tutti i residenti, e non, del dormitorio, di cui si occupa maternamente, anche se sa anche usare il pugno duro ed essere severa per farsi ascoltare e tenere tutto sotto controllo. Durante la prima stagione ella farà solo brevi apparizioni, in cui Tomoya le dà spesso consigli su come farsi sentire dai residenti più “turbolenti”, tra i quali il club di rugby e lo stesso Yōhei, oppure altre in cui Tomoyo le fa visita per ottenere qualche consiglio per la gestione del consiglio studentesco, dato che anche lei, ai tempi della scuola, era stata presidentessa.
All'inizio di After Story una sera, mentre Nagisa e Tomoya le fanno visita e chiacchierano con lei, quest'ultimo si addormenta e sogna un episodio del passato della donna: ai tempi di quando era una studentessa, ella infatti aveva fatto la conoscenza con un misterioso ragazzino chiamato Katsuki Shima, che afferma di voler esaudire un suo desiderio dopo che lei, in passato, era stata gentile con lui, confortandolo ed incoraggiandolo. Inizialmente Misae non prende molto seriamente ciò che il ragazzo le dice, dato che a volte sarà infastidita dalla sua morbosa presenza, ed inoltre è innamorata di un altro ragazzo, Igarashi; quando però si renderà conto che quest'ultimo è fidanzato con un'altra ragazza,  inizia ad avvicinarsi a Katsuki, cosciente dei sentimenti di questo per lei. Un giorno, mentre è impegnata in una riunione col concilio studentesco, il ragazzo, tornando a casa con le due migliori amiche di Misae, scopre di non essere Katsuki Shima, che in realtà è morto. Alla fine, durante il Festival cittadino in cui i due si mettono in un luogo in disparte, Misae decide di esprimere il suo desiderio: essere per sempre amata da lui; il giovane quindi le giura di amarla per sempre e, una volta portato a termine il suo compito, corre via e sparisce nel nulla. Tomoya risvegliandosi si rende conto che il gatto di Misae, che quindi si rivela essere Katsuki, gli aveva illustrato quel sogno, e in seguito scappa via per farsi inseguire, e conduce la donna nell'esatto punto in cui i due avevano avuto il loro ultimo dialogo e qui Tomoya le rivela la vera identità del gatto e tutto ciò che questo vuole riferirle; ella ride ad ascoltar ciò, ma prende con sé il gatto e dice che, per il resto del giorno, avrebbero giocato tanto assieme e che è pronta a vivere una nuova gioventù.

### Yukine Miyazawa
Doppiata da: Atsuko Enomoto
Yukine Miyazawa (宮沢 有紀寧?, Miyazawa Yukine) è una giovane studentessa del secondo anno. Passa quasi tutto il suo tempo nella sala di consultazione, dove Tomoya la incontrerà nell'episodio Una volta ancora dopo aver pianto; qui ella prepara tè e si presta molto volentieri a chiacchierare e dare consigli a tutti quelli che vengono a trovarla, in particolare i protagonisti.
In After Story nei primi episodi viene raccontata la sua storia: ella vive in un bar assieme ad una banda, che è solita combattere e confrontarsi con un'altra banda dell'altra sponda del fiume che scorre fuori dalla città (la ragazza è solita anche far nascondere nella sala consultazione i membri che hanno bisogno di essere soccorsi); nonostante ella tenti di sfruttare il fatto che i membri di entrambe le gang le vogliono bene per porsi da paciere, le lotte sono continue ed incessanti, alimentate anche dal fatto che il fratello di Yukine, Kazuto, è conosciuto come il capo della banda della città e come colui che ha vinto sempre in tutte le risse intraprese (perfino Tomoyo ammetterà che questo è un combattente di suo pari livello). In seguito ad un equivoco causato da Yōhei che si spaccerà per quest'ultimo, il capo della band rivale, Sasaki, propone di far cessare le risse a patto che Kazuto si presenti per combattere con lui e regolare i conti. Poiché questo non si presenta e il resto dei membri della gang e Yōhei accusano un malore e svengono dopo aver mangiato il pane di Sanae, Tomoya sarà costretto a combattere al suo posto. Dopo una lunga e dura lotta, finalmente Kazuto si presenta, ma dopo che Sasaki lo colpisce con un pugno, egli in realtà si rivela Yukine, travestitasi da suo fratello dato che quest'ultimo in realtà si scoprirà che è morto. Il giorno dopo, quindi, condotti i membri delle due gang alla tomba di Kazuto, qui ella rivela che il fratello desiderava che le risse in città cessassero, e dopo tale discorso le due band decidono quindi di riconciliarsi e fare la pace; in seguito, in un dialogo tra Yukine, Tomoya e Yōhei sul tetto della scuola, viene raccontata l'origine delle sfere di luce, che appaiono ogni volta che accade qualche lieto evento (una delle quali era comparsa mentre le due gang si riconciliavano, e, precedentemente, al termine della saga di Misae, o, in seguito, quando Tomoya si riconcilia col padre) e possono essere utilizzate per esprimere un desiderio, a patto che sia realmente voluto (per questo, dopo la morte di Nagisa, rivivendo la scena del suo primo incontro con quest'ultima, quando Tomoya esprimerà il desiderio di non averla mai conosciuta, esso non si realizzerà perché non è realmente voluto. Desiderio che verrà esaudito, invece, quando, in seguito alla morte di Ushio, Tomoya rivive nuovamente la scena, e stavolta le corre incontro e desidera stare con lei per sempre, ottenendo una seconda chance).

## Familiari

### Naoyuki Okazaki
Doppiato da: Hiroshi Naka
Naoyuki Okazaki (岡崎 直幸?, Okazaki Naoyuki) è il padre di Tomoya. Egli è un uomo dall'aspetto trasandato, che passa la maggior parte del suo tempo in solitudine nella sua casa ad ubriacarsi. Il rapporto con il figlio, durante quasi tutta la serie, sarà conflittuale e quest'ultimo non farà altro che trattarlo come un estraneo ed incolparlo di tutte le sventure che gli capitano e del suo essere delinquente, causate dal fatto che essi per anni hanno avuto continui litigi, fino a quando l'uomo, durante uno di essi, lo ha spinto contro un muro e gli ha causato l'infortunio al braccio destro che lo ha costretto ad abbandonare il club di basket e ha congelato i rapporti tra i due. Seppure dimostri talvolta di preoccuparsi per lui, ad un certo punto Tomoya lo abbandonerà al suo degrado e si trasferirà da Nagisa. In After Story finirà per un breve periodo in prigione per motivi non specificati, e ciò comprometterà anche possibilità di lavoro per Tomoya, che si infurierà con lui e prenderà la definitiva decisione di non avere nulla a che fare con lui. Cinque anni dopo la morte di Nagisa, Tomoya mentre è in gita con Ushio, scopre dalla nonna Shino tutta la verità sul padre: in seguito alla morte della moglie, nonostante le difficoltà a superare la perdita, egli si è occupato di crescere il figlio, alternandosi col lavoro, e seppure talvolta era severo e violento, lo ha sempre amato e si è preso cura di lui; in seguito, essendo stato licenziato dal suo lavoro, egli ha cominciato ad assumere alcool e lasciarsi andare allo sconforto, ma in un periodo in cui Tomoya era già abbastanza grande e indipendente. Il giorno dopo vi è quindi la riconciliazione dei due, in cui Tomoya si scusa per essere stato un figlio ingrato e non essersi accorto del duro lavoro che ha dovuto fare per crescerlo, e gli dice di “riposarsi ora”, che ha fatto un buon lavoro e che ora deve tornare quindi a vivere con la madre, che lo attende; così dopo aver conosciuto la nipote Ushio, quest'ultima, mentre l'uomo va via di casa, vede una sfera di luce entrare nel petto di Tomoya. Nel film, invece, l'uomo continua a lavorare, e sarà lui stesso ad andare a casa del figlio depresso per conciliarsi con lui e convincerlo ad evitare di seguire il suo triste destino, in seguito alla morte della moglie, e sarà proprio lui a convincere Kōko Ibuki e Yusuke Yoshino ad intervenire per aiutarlo a superare la sua difficile situazione.

### Sanae Furukawa
Doppiata da: Kikuko Inoue
Sanae Furukawa (古河 早苗?, Furukawa Sanae) è la madre di Nagisa, dall'aspetto fisico molto simile a questa, tanto che in molti, a prima vista, credono sia sua sorella (su questo equivoco fa leva la saga di Yōhei, all'inizio della seconda stagione, durante la quale ella accetterà di fingersi fidanzata di quest'ultimo per aiutarlo a maturare e fargli prendere le sue responsabilità). In genere ha un carattere alquanto ingenuo, infantile e scoppia facilmente a piangere, in particolare quando qualcuno critica il pane che prepara (sono ricorrenti le gag in cui il marito Akio fa battute sul suo pane senza accorgersi della sua presenza, e quella corre via piangendo), ma nei momenti più difficili e duri dimostra di essere anche una persona responsabile, pronta a dare ottimi consigli e che sa sempre come agire e comportarsi. In casa propria, ella è solita fare da insegnante ad un gruppo di bambini poiché un tempo ella insegnava in una scuola, finché a causa delle cagionevoli condizioni di salute di Nagisa, lei e suo marito sono stati costretti a rinunciare ai loro lavori e trovarne uno nuovo che permettesse loro di star vicino alla figlia. Nel film invece lavorava come attrice nella stessa compagnia teatrale del marito, ed infatti i due spesso si esibiscono in alcuni scambi di battute di coppia, come quando vanno a far visita alla figlia e a Tomoya nel loro appartamento.
In After Story il suo apporto sarà considerevole nel confortare, stare vicino e aiutare Tomoya durante il suo periodo di depressione dopo la morte di Nagisa, e ad avvicinare quest'ultimo alla figlia Ushio, dopo che per 5 anni l'hanno cresciuta lei e il marito, organizzando assieme a Shino Okazaki una gita in cui i due potranno stare da soli.

### Akio Furukawa
Doppiato da: Ryōtarō Okiayu
Akio Furukawa (古河 秋生?, Furukawa Akio) è il padre di Nagisa e marito di Sanae. Egli è una delle figure più comiche della serie, dato il suo carattere alquanto eccentrico, immaturo e teso a ironizzare e scherzare su qualsiasi cosa, e gli sketch ricorrenti in cui egli fa battute su quanto la moglie sia incapace a preparare il pane, non si accorge che quest'ultima lo sta ascoltando, corre via piangendo, ed egli è costretto ad inseguirla mangiando tutto il suo pane per farsi perdonare. Il suo rapporto con Tomoya è piuttosto strano: all'apparenza entrambi sembrano detestarsi e si prendono continuamente in giro a vicenda, ma in realtà l'uomo fin dal primo giorno che lo conosce lo rende il suo compagno di battute e di giochi (in particolare di baseball) e lo fa sentire in famiglia; inoltre nei momenti più difficili e duri egli sarà anche di aiuto a Tomoya per avere consigli su come comportarsi come marito e come padre, soprattutto quando anche Ushio si ammalerà. Un tempo Akio era un attore di teatro di gran successo, ma quando Nagisa, un giorno, a causa della malattia, rischiò di morire, egli portò in braccio la figlia con sé in un parco e, sotto un albero, (lo stesso dove egli nel corso degli anni continua a recarsi nei suoi momenti di pausa, e dove nell'ultimo episodio di Clannad Ushio e Fuko dormiranno) pregò per un miracolo affinché ella riuscisse a sopravvivere facendo giuramento, in lacrime, che lui e la moglie avrebbero rinunciato alle loro carriere pur di stare vicino alla figlia. Una volta che quest'ultima riuscì a riprendersi, Akio e Sanae aprirono una panetteria, e dato che la moglie era incapace di preparare il pane, ha dovuto imparare lui da zero. Quando Nagisa, nell'episodio  Verso il Festival scolastico verrà a scoprire la verità sui sacrifici dei genitori e le rinunce ai loro lavori che hanno fatto per lei, ella, mentre è sul palco, si bloccherà e scoppierà a piangere incapace di portare avanti la recita, finché il padre non irrompe e le urla che i sogni di un genitore sono i sogni anche del proprio figlio, e quindi ella non deve lasciarsi abbattere e non deve fallire per non deluderli.
In After Story lui e sua moglie per 5 anni, dopo la morte della loro figlia per cui Tomoya entra in depressione, si occuperanno della nipote Ushio, che è solita rivolgersi a lui col nomignolo “Akki”.

### Shino Okazaki
Doppiata da: Miyoko Asō
Shino Okazaki (岡崎 史乃?, Okazaki Shino) è la nonna di Tomoya e madre di Naoyuki. Compare esclusivamente nel diciottesimo episodio di After Story “I confini della Terra” e nella clip finale dell'ultimo episodio della stagione “Il palmo di una piccola mano”. Mentre Tomoya e Ushio fanno una gita assieme e quest'ultima cerca il robot che il padre le ha comprato e che ha smarrito nell'ampio campo di fiori, il giovane salendo in cima alla collina incontra la donna che dice che ha organizzato con Sanae (anche se non viene specificato come le due si conoscano) quest'incontro per potergli rivelare la verità sul padre, ed aiutarlo ad andare oltre il suo periodo di depressione per la morte di Nagisa; inoltre chiede al nipote di convincere il figlio Naoyuki a tornare a vivere con lei.

### Atsuko Okazaki
Atsuko Okazaki (岡崎敦子?, Okazaki Atsuko) è la madre defunta di Tomoya. Né durante l'anime, né durante la visual novel, viene mai mostrato il suo viso (solo nel film viene mostrata per qualche attimo, in maniera poco chiara, una sua foto) ed inoltre di lei non si sa nulla o quasi, se non che è morta in seguito ad un incidente stradale quando il figlio aveva 5 anni, e il marito Naoyuki (che ha sposato quando entrambi erano studenti), in seguito a ciò, è stato costretto a crescerlo da solo.

## Mondo illusorio
È un misterioso luogo post-apocalittico, appartenente a quella serie di mondi alternativi teorizzata da Koutarō, Mizue e la figlia Kotomi Ichinose. Gli unici abitanti dello stesso sono una giovane ragazza dalla veste bianca e un robottino fatto di rottami metallici, che racconterà in prima persona le vicende che avvengono in quel luogo; alla fine della prima stagione si scopre che la recita che Nagisa vuole portare in scena riaprendo il club di teatro narra proprio ciò che succede nel Mondo Illusorio e il rapporto tra i suoi due unici abitanti. Per tutta la prima stagione e la prima parte della seconda le vicende, poste come introduzione di alcune puntate e come intermezzo delle varie saghe dell'anime, sono incentrate sul robot, sulle sue continue domande su come egli sia arrivato lì e sul perché la ragazza sia sola e sulle sue osservazioni sul misterioso mondo che, a parte loro due, è abitato da altre misteriose creature e il cielo è continuamente attraversato dalle sfere di luce provenienti dal mondo reale; il robottino, ad un certo punto, per avere ulteriore compagnia, tenterà di costruire un altro robot con dei rottami, come fatto dalla ragazza con lui, ma esso non prenderà vita dato che, proprio come da esso affermato “ in quel mondo nessuno può nascere né può morire”.
Per il resto di After Story i due cercheranno di scappare dal mondo iniziando a costruire un velivolo con i rottami, ma con l'avanzare dell'inverno in quel mondo, la ragazza inizia a divenire sempre più debole e bisognosa di riposo, e ad un certo punto il robottino sarà costretto faticosamente a continuare da solo. Quando però si renderà conto di non poter costruire il macchinario senza l'aiuto della ragazza, nell'episodio  La fine del Mondo tenterà di scappare a piedi con quest'ultima tra la neve, ma alla fine la ragazza cadrà esausta al suolo e rivelerà di essere in realtà Ushio, che contemporaneamente sta morendo nel mondo reale, e che è impossibile scappare da quel Mondo dato che è lei il cuore dello stesso; prima di morire e quindi di portare con sé alla fine anche il Mondo Illusorio, la ragazza dà l'addio al robottino chiamandolo papà, rivelando quindi che questo era Tomoya, e con la forza delle sfere di luce concede a quest'ultimo di rivivere la scena del primo incontro con Nagisa e di poter esaudire il suo desiderio di avere una seconda chance, e vivere in un mondo senza la sua morte e quella di sua madre.
Nel film il mondo alternativo è rappresentato da un sogno che Tomoya continua a fare fin da quando era bambino. Nel sogno la sua anima risiede in un manichino vecchio e malconcio costretto a vivere da solo in un malinconico, triste e lugubre mondo post-apocalittico. Quando, però, Tomoya fa la conoscenza con Nagisa, il sogno si sviluppa fino a quando il manichino non riesce ad arrivare all'Albero della Promessa, sotto il quale egli intuisce che vi è qualcuno che lo attende. Durante la recita di Nagisa, il ragazzo fa poi una scoperta sconvolgente: essa racconta le vicende del suo sogno, quindi lui e la giovane avevano condiviso in tutti quegli anni lo stesso sogno ed era quindi la ragazza colei che aveva da sempre atteso; terminata quindi la recita, egli quindi corre verso Nagisa, l'abbraccia e le confessa i suoi sentimenti. Nel finale del film poi il protagonista, dopo essersi riconciliato con la figlia Ushio, vede per l'ultima volta l'Albero della Promessa sotto al quale vi è Nagisa che sorride ad entrambi.

## Altri personaggi

### Yusuke Yoshino
Doppiato da: Hikaru Midorikawa
Yusuke Yoshino (芳野 祐介?, Yoshino Yūsuke) è un uomo fisicamente molto simile a Tomoya. Quest'ultimo lo incontra per la prima volta nell'episodio “Una volta ancora dopo aver pianto” mentre quello ha un battibecco con un autista che afferma che un lampione che aveva montato era caduto e aveva ammaccato il cofano della sua vettura, e lo aiuta facendo notare che in realtà l'ammaccatura era stata causata da un gatto. Yusuke infatti è un elettricista, e in After Story aiuterà proprio Tomoya ad entrare nella società elettronica in cui lavora e a mostrargli da una parte quanto esso è faticoso e richieda gran spirito di sacrificio e impegno, ma dall'altra anche a saper gestirsi con gli altri impegni della vita. Un tempo era una rockstar che ebbe gran successo perché cercava di svuotare se stesso di tutti i propri sentimenti mentre cantava le sue canzoni. Ad un certo punto, però, si rese conto che la sua musica non era solo sua, ma apparteneva anche a tutti coloro che lo ascoltavano ed amavano le sue canzoni; tentò quindi di cantare esternando i propri sentimenti ma ciò lo portò alla rovina cadendo vittima di stress e droghe. Dopo essere stato riabilitato, nessuno lo voleva più né si ricordava di lui, fatta eccezione per Kōko, che lo aveva sempre incoraggiato fin dai tempi in cui andava alle scuole superiori, e con la quale si sposa nell'episodio “Fino alla fine del sogno”, grazie soprattutto alla cognata Fuko. Oltre alla moglie, fan delle sue vecchie canzoni sono anche Yōhei e, soprattutto, Mei Sunohara, la quale sarà l'unica ad ascoltare ammirata i bizzarri monologhi senza senso che è solito fare, e per questo Yusuke deciderà in seguito di incidere un altro disco sull'amore che prova per la città. Nel film egli è molto più vicino alle vicende dei protagonisti, e il suo contributo, assieme a quello della moglie, sarà determinante per convincere Tomoya a ricongiungersi con la figlia Ushio.

### Kouko Ibuki
Doppiata da: Yūko Minaguchi
Kōko Ibuki (伊吹 公子?, Ibuki Kōko) è l'ex insegnante d'arte dell'istituto Hikarizaka, ritiratasi alla fine del primo anno scolastico di Nagisa, che sarà infatti l'unica della scuola nei primi episodi dell'anime a ricordarsi di lei. È una donna dai modi molto pacati, tranquilli, gentili, sempre pronta ad aiutare e parlare con chiunque sorridente. Fa la sua prima apparizione nell'episodio “Una volta ancora dopo aver pianto” come cliente della panetteria Furukawa, e solo in seguito si scoprirà la sua identità e la sua storia: ella è la sorella maggiore di Fuko, della quale si è sempre occupato amorevolmente e ha aiutato a socializzare e ad aprirsi di più alle persone, fino al giorno del suo incidente. Proprio a causa delle condizioni della sorella, ella inizialmente è restia a celebrare il matrimonio con il suo fidanzato Yusuke Yoshino, che conosce fin da quando questo era uno studente e che aveva sempre supportato nella sua carriera da rockstar, anche in seguito alla fine della stessa. Alla fine, grazie al contributo di Tomoya e Nagisa e, in particolare, proprio della sorella Fuko che, nonostante non sarà mai in grado di vedere come ikiryō, si impegnerà per riuscire a convincere tutta la scuola a partecipare al suo matrimonio; una volta compiuto con successo il suo compito, la sorella poi appare di fronte a lei e le augura una felice vita di coppia.
In seguito, per il resto dell'anime, fa poche e sporadiche apparizioni; in particolare compare nelle ultime puntate di After Story in cui continua ad occuparsi di Fuko, uscita dal coma ma che, nonostante sia ormai adulta, ella ha un carattere ancora alquanto infantile, ed è quindi incapace di badare a se stessa. Nel film, invece, è messa molto più in evidenza e ha più importanza. A differenza della serie, ella non solo ha continuato ad insegnare, ma è insegnante di teatro; infatti ella contribuisce con Tomoya e Nagisa a ricostituire il club di teatro, di cui ricopre anche il ruolo d'insegnante di supporto. Pratica aikidō, che userà su Sunohara quando questo tenterà di colpirla. Durante il film, inoltre, ella sarà più vicina alle vicende principali, come quando andrà a trovare i due protagonisti a casa loro quando questi si sposano, o quando lei e il marito accompagneranno Tomoya ad incontrare Ushio.

### Mei Sunohara
Doppiata da:Yukari Tamura
Mei Sunohara (春原 芽衣?, Sunohara Mei) è una ragazzina dai capelli blu raccolti in due fiocchi gialli, sorella minore di Yōhei. Fa la sua prima comparsa nell'episodio della prima stagione Una questione problematica, e dimostra di essere una persona del tutto opposta al fratello: a dispetto dell'età dimostra di essere molto matura e intelligente, oltre che molto altruista e dotata di un certo caratterino, come nell'episodio extra “Gli eventi delle vacanze estive”, in cui si divertirà ad aiutare Nagisa ad aprirsi maggiormente a Tomoya, o come nel terzo episodio dell'After Story “Cuori discordanti” in cui si prende gioco di quest'ultimo provocandolo fingendo di essere sua sorella. Nel corso di tale episodio e del precedente “Alla ricerca del falso amore”, e di quello successivo “ Con lo stesso sorriso di quel giorno”, ella, preoccupata come sempre per Yōhei, dopo aver capito che la relazione tra questo e Sanae è fittizia, indispettita e intristita dal fatto che quest'ultimo insiste nel fingere che è reale e nel non mostrare di tenerci a lei, cerca, assieme a Tomoya e Nagisa, di convincere il club di calcio a riprendere con loro il fratello, per aiutarlo a superare la precarietà della sua vita, provando anche ad andare oltre l'arroganza e le prove umilianti alle quali questi ultimi li sottopongono per deriderli, finché, mentre un membro del club la maltratta, Yōhei irrompe per difendere la sorella e dimostra di tenerci a lei. Come il fratello, inoltre lei è fan di Yusuke Yoshino.

### Botan
Doppiato da: Machiko Kawana
Botan (ボタン?, Botan) è il cinghiale domestico di Kyō Fujibayashi. La sua maggiore peculiarità è che, invece di grugnire, emette il verso  Puhi! Puhi!;  nell'anime, inoltre, viene presentato come un esemplare di sesso femminile, ma nella visual novel viene rivelato, al contrario, che sia un maschio. Compare per la prima volta nell'episodio “Una volta ancora dopo aver pianto” quando Tomoya si accorge di lei, mentre è intenta a nascondersi nel cortile della scuola per aspettare la sua padrona. Quest'ultima è molto protettiva con il suo animaletto, e quando nota che esso è in potenziale pericolo, malmena e scaglia oggetti contro i malcapitati (quasi sempre Sunohara). Il suo rapporto con Ryou invece è alquanto difficile dato che essa la teme dopo che un giorno la ragazza cercò di portarla con sé a fare un bagno caldo, ma Botan, credendo volesse arrostirla viva, si è rifiutata di seguirla e da quel momento in poi l'ha sempre temuta ed odiata. Nella prima stagione esso è di piccola taglia, di aspetto paffuto e rotondo e dalla pelliccia marrone chiara con alcune strisce di un marrone più scuro sulla schiena (molto simile quindi al Pokémon Swinub).
In After Story ella diviene un cinghiale adulto, di dimensioni molto più grandi, dalla pelliccia molto più folta e scura, con piccole zanne, ma sempre col suo carattere dolce, calmo e affettuoso, ed infatti Kyou la terrà con sé come mascotte della scuola materna, e Botan è solito far salire e farsi cavalcare dai bambini sulla schiena, come Ushio nella puntata “I capricci della brezza marina”.

### Rie Nishina
Doppiata da: Mai Aizawa
Rie Nishina (仁科りえ?, Nishina Rie) è una studentessa del secondo anno dai capelli blu. Fa la sua prima apparizione nella serie nella puntata “La sfida per la ragazza genio”, quando Kotomi irrompe nella sala musica ove lei stava suonando il violino; successivamente le due diventano molto amiche, e quella è solita concedere a quest'ultima di prendere in prestito il violino. Ella fa parte, assieme alla sua migliore amica Sugisaka, del club di canto, gestito dal professore Kōmura, il quale, però, riceve anche la richiesta di poter essere insegnante di supporto del club di teatro. Rie decide di rinunciare al professore e quindi di portare allo scioglimento del club di canto, ma l'amica Sugisaka non ci sta, e spedisce una lettera minatoria a Nagisa, con la quale in seguito si confronta faccia a faccia e cerca di convincerli a non rubare loro il professor Kōmura raccontando la storia dell'amica. Rie, da piccola, era dotata di un gran talento nel suonare il violino, che l'ha portata a vincere tante competizioni ed era destinata a studiare all'estero per migliorare ulteriormente; in seguito ad un incidente, tuttavia, la sua presa è diventata più debole e ha perso gran parte delle sue capacità col violino, ed è caduta in un periodo di depressione. Un giorno, però, proprio il professor Kōmura introducendola nel club di canto, la aiuta a superare il periodo difficile e le dà una nuova ragione per andare avanti. Sugisaka, quindi, implora loro di non rubarle l'occasione di proseguire in questo suo nuovo sogno e alla fine Nagisa, nonostante la forte opposizione di Yōhei, decide di rinunciare al professore e, quindi, a riformare il club di teatro. In seguito però alla partita del club di teatro contro il club di basket, organizzata da Sunohara, a cui Rie convince le amiche ad assistere, queste, guardando l'impegno messo da Tomoya e i suoi compagni, decidono, grazie al contributo di Tomoyo come nuovo presidente del consiglio studentesco, di dividersi il professor Kōmura con questi ultimi.
In After Story, dopo che Nagisa sarà costretta a ripetere nuovamente l'anno e le due diverranno di pari grado scolastico, diventano anche molto amiche e si ritroveranno, in seguito, a lavorare come cameriere nello stesso ristorante dove vi sarà anche Sugisaka, con la quale vive anche assieme.

### Katsuki Shima
Doppiato da: Romi Park
Katsuki Shima (志麻賀津紀?, Shima Katsuki) è un ragazzo dai capelli e gli occhi color miele che fa la sua prima comparsa nell'episodio “La stagione in cui c'eri tu”, durante un flashback che Tomoya ha, che ripercorre un periodo del passato di Misae Sagara. In esso, un giorno il ragazzo si presenta a quest'ultima rivelandole che anni prima, quando era sulla sedia a rotelle, lo aveva tirato su di morale e gli era stato vicino, e che per ringraziarla è giunto lì per esaudire un suo desiderio. Inizialmente la giovane non lo prenderà sul serio e sarà seccato dalla sua presenza, poiché innamorata di Igarashi e perché a volte troppo invadente; tuttavia a poco a poco si lascerà conquistare dall'ingenuità e la pura bontà del giovane e, dopo che scoprirà che Igarashi è già impegnato, decide di instaurare un rapporto con Katsuki. Un giorno egli, seguendo i suggerimenti di Yuki e Saki, le due migliori amiche di Misae, si traveste da studentessa per vedere quest'ultima mentre svolge i suoi compiti di presidentessa del consiglio durante un'assemblea; ma quando la professoressa Ibuki lo noterà origliare al di fuori della classe, chiama la ragazza fuori per rivelarle la presenza della misteriosa studentessa, e Katsuki, quando questa gli chiede cosa può fare per aiutarlo, le chiede di stare assieme per sempre e scapperà via imbarazzato. In seguito Yuki e Saki si offriranno di accompagnarlo per la via del ritorno a casa, ma il ragazzo si rende conto di non sapere dove vive; poco dopo giunge finalmente a destinazione ma qui egli scopre di non essere Katsuki Shima: la madre di questo li invita ad entrare e ad offrirgli dell'incenso, e quindi il vero Shima è morto. Dopo ciò egli finalmente realizza la sua vera identità: egli è in realtà il gatto appartenuto al giovane, il quale gli aveva affidato un piccolo sacchetto con dentro una sfera di luce per realizzare il desiderio di Misae. Egli si trova quindi di fronte ad un'ardua scelta: continuare a fingersi Katsuki Shima e stare assieme all'amata Misae, oppure realizzare il desiderio di quest'ultima e tornare alle sue fattezze originali rinunciando al suo amore. Quella sera stessa, durante il Festival autunnale, dopo che i due hanno trascorso tanto tempo assieme, il giovane decide di mostrarle il sacco per esaudire il suo desiderio, ma rimarrà sorpreso quando scoprirà che al suo interno non vi è alcuna sfera di luce; comunque sia Misae decide di esprimere un desiderio: che lui continui ad amarla per sempre. In seguito a ciò egli scoppia in lacrime e, mentre quella va a prendere da bere, decide a malincuore di darle l'addio, scappando via con la promessa che l'avrebbe amata per sempre. Qualche anno dopo, quando Misae decide di diventare amministratrice del dormitorio maschile, il giovane torna con le sue originali fattezze di gatto, e convince la donna a tenerlo con sé. Alla fine del sogno illustrato a Tomoya, nella puntata “Insieme per sempre”, egli scappa dal dormitorio e si farà seguire da Misae fino al punto in cui anni prima avevano avuto il loro ultimo dialogo, Tomoya le rivela la vera identità del felino, che egli si scusa con lei per non essere rimasto fino alla fine del festival, che resterà sempre al suo fianco e che desidera che ella trovi la sua felicità. Alla fine dell'episodio, quindi, parlando al suo vecchio padrone, egli esprime il desiderio di stare assieme a Misae per sempre.

### Toshio Koumura
Doppiato da: Takeshi Aono
Toshio Koumura (幸村 俊夫?, Kōmura Toshio) è un anziano insegnante di lingua presso la Hikarizaka. Nonostante l'età piuttosto avanzata, egli continua a mantenere il suo amore per l'insegnamento ed è sempre disponibile ad aiutare i suoi studenti; in passato egli era stato un insegnante severo in una scuola di ingegneria frequentata da parecchi delinquenti, che è riuscito a far rigare dritto. È stato l'ex consulente del club di teatro, prima che questo fosse sciolto, e quando Nagisa tenta di formarne un altro e gli chiederà di essere nuovamente il consulente, l'uomo risponde che ciò gli era già stato chiesto da Rie per il suo club di canto. Dopo tante vicissitudini, i due club decidono di condividerselo come consulente di entrambi i club. Sarà lui a fare in modo di organizzare a scuola il matrimonio di Yusuke Yoshino e Kōko Ibuki, con la quale è stato amico quando quella era ancora insegnante d'arte della scuola; sempre merito suo, inoltre, è il primo incontro tra Tomoya e Yōhei, in seguito al quale diventano migliori amici. Si ritira alla fine dell'anno scolastico successivo, ma accetterà comunque di partecipare alla falsa cerimonia di diploma organizzata per Nagisa.

### Kappei Hiiragi
Doppiato da: Ryōko Shiraishi
Kappei Hiiragi (柊 勝平?, Hiiragi Kappei) è un misterioso diciannovenne che ama viaggiare. È l'unico personaggio della visual novel che non compare nella serie anime di Clannad. Ci si imbatterà in lui se Tomoya sceglie di evitare il motorino di Kyou sul lato destro; la ragazza cerca di vendicarsi su Tomoya per aver fatto scappare Botan a casa tutto bagnato, ma anziché colpire lui, colpisce Kappei. Egli è in continua ricerca di un lavoro, anche se nessuno lo ha mai assunto, e solo grazie all'aiuto di Ryou riuscirà infine a trovare un lavoro presso l'ospedale. I due dopo ciò diventano molto intimi, e alla fine si fidanzano. A causa di un malinteso riguardo al suo aspetto femminile, però, Sunohara lo scambierà per una donna e si innamora di lui, e ciò verrà utilizzato come gag durante la sua saga; dopo aver scoperto che lui è in realtà un uomo, Sunohara rimane devastato, ma decide di andare avanti ricordandolo, però, sempre come una ragazza. In seguito Tomoya, vedendo un articolo in una rivista di sport scopre il passato del giovane: egli un tempo era un corridore prodigioso per il suo paese, ma dopo che gli fu diagnosticato un osteosarcoma, di cui era afflitto fin dalla nascita, fu costretto a farsi ricoverare in ospedale e, in seguito a dover rinunciare a correre. Nonostante ciò Kappei si è sempre rifiutato di farsi amputare le gambe, anche a costo di morire perché non può sopportare di non essere in grado di correre e perché le sue gambe lo avevano aiutato a realizzare i suoi sogni. Alla fine, però, grazie a Tomoya e, soprattutto, di Ryou, che incoraggiata da Yusuke Yoshino, trova il coraggio di rivelargli che ella gli sarebbe stato accanto, anche se lui non avesse potuto più camminare; ella inoltre lo informa su una nuova tecnica di trattamento che potrebbe evitare l'amputazione dei suoi arti, riuscendo alla fine a convincerlo a sottoporsi all'operazione. Cinque anni più tardi Tomoya, visitando il nuovo ospedale in cui Kappei e Ryou lavorano, viene a sapere che i due si sono sposati due anni prima e che il giovane sta bene con le gambe.

### Tomo Mishima
Doppiata da: Akari Sasaki
Tomo Mishima (三島とも?, Mishima Tomo) è un personaggio che compare solo nel gioco spin off Tomoyo After ~It's a Wonderful Life~, ed è la sorellastra di Tomoyo e la figlia illegittima del padre di quest'ultima e di un'altra donna di nome Yuko Mishima. In seguito Tomo va a vivere nell'appartamento della sorella e di Tomoya a causa dei problemi psicologici di sua madre, e durante la sua permanenza Tomoyo si prende cura amorevolmente e costantemente di lei poiché ha sempre avuto un debole per i bambini.

### Yu
Doppiato da: Azuma Sakamoto
Yu (勇?, Yū) è un bambino che per primo appare nel After Story, durante l'episodio “Il suo luogo d'appartenenza”, durante la saga di Yukine Miyazawa. Egli inizialmente cerca di aggredirla, ma questo lo calma e le racconta la sua storia: sua sorella è scappata dopo un litigio con la loro mamma e si era aggregata alla banda del fratello di Yukine. La ragazza, ascoltato ciò, gli dice che lo avrebbe aiutato a trovarla parlando con la banda, e dopo che il giovane si ricongiunge con la sorella, Yu in seguito passa il tempo con Yōhei, poiché questo si farà passare per Kazuto Miyazawa, e gli insegna come essere un uomo. In seguito egli fa un cameo nell'episodio “Bianca Oscurità” nella foto sulla cartolina di auguri inviata alla residenza Okazaki.